# Tipula langi
Tipula langi är en tvåvingeart. Tipula langi ingår i släktet Tipula och familjen storharkrankar.

## Underarter
Arten delas in i följande underarter:
- T. l. langi
- T. l. rubricapilla